# I giovani leoni (romanzo)
I giovani leoni (The Young Lions) è un romanzo scritto da Irwin Shaw nel 1948 che narra la storia di tre soldati durante la seconda guerra mondiale. 

## Tema
Sono le vite parallele di tre uomini: Christian Diestl, un austriaco spinto a simpatizzare per il nazismo per disperazione sul proprio futuro, venendone sedotto e corrotto moralmente; Noah Ackerman, un ebreo americano che vive sulla propria pelle la discriminazione antisemita; Michael Whiteacre, un americano anglosassone, che combatte per dare un significato alla propria esistenza.
Le vicende dure e scabre di destini incrociati e fedi diverse sono una denuncia delle ingiustizie del mondo, contro le ideologie totalitarie e contro la guerra. L'epilogo sarà amaro: Christian ucciderà Noah, mentre Whitacre sopravvivrà a entrambi.

## Adattamento cinematografico
Il libro fu adattato - con parecchie modifiche, non gradite dall'autore - nel film omonimo del 1958 I giovani leoni, diretto da Edward Dmytryk, ottenendo tre nomination al premio Oscar. Gli attori protagonisti furono quattro grandi attori: Marlon Brando, Montgomery Clift, Dean Martin e Maximilian Schell.

## Edizioni italiane
- I giovani leoni, traduzione di Beatrice Boffito Serra, Milano, Bompiani, 1950.